# Holy Grail (álbum)
Holy Grail é o terceiro álbum de estúdio da banda japonesa Versailles, lançado em 15 de junho de 2011 pela gravadora Warner Music Japan. É o primeiro álbum com o baixista Masashi, que entrou para a banda após o falecimento de Jasmine You.
A edição limitada inclui quatro videoclipes, das músicas "Masquerade", "Philia", "Vampire", "Destiny -The Lovers-" e a edição deluxe seis vídeos extras, uma entrevista com Kamijo e um encarte de 100 páginas.

## Recepção
O álbum alcançou a décima segunda posição na Oricon Albums Chart, permanecendo na parada por cinco semanas.

## Turnê
A turnê de lançamento do álbum em 2012 teve 18 apresentações em 17 países ao redor do mundo, que teve um público cumulativo de 40,000 pessoas fora do Japão e mais 2,000 pessoas em sua última apresentação em Shibuya. Foi a primeira banda japonesa a tocar no Uruguai, Venezuela e Colômbia.

## Faixas
| N.º            | Título                              | Duração |  |
| 1.             | "Masquerade"                        | 6:00    |  |
| 2.             | "Philia"                            | 5:56    |  |
| 3.             | "Thanatos"                          | 4:32    |  |
| 4.             | "Flowery"                           | 3:59    |  |
| 5.             | "Remember Forever"                  | 6:35    |  |
| 6.             | "Destiny -The Lovers-"              | 6:40    |  |
| 7.             | "Dry Ice Scream!! (Remove Silence)" | 4:38    |  |
| 8.             | "Threshold"                         | 1:59    |  |
| 9.             | "Judicial Noir"                     | 4:23    |  |
| 10.            | "Love Will Be Born Again"           | 4:13    |  |
| 11.            | "Vampire"                           | 4:31    |  |
| 12.            | "Faith & Decision"                  | 16:28   |  |
| 13.            | "The Theme of Holy Grail"           | 1:26    |  |
| Duração total: | Duração total:                      | 71:20   |  |

| Faixas bônus da Edição Limitada (DVD) |                                     |         |  |
| N.º                                   | Título                              | Duração |  |
| 1.                                    | "Masquerade" (Videoclipe)           |         |  |
| 2.                                    | "Vampire" (Videoclipe)              |         |  |
| 3.                                    | "Destiny -The Lovers-" (Videoclipe) |         |  |
| 4.                                    | "Philia" (Videoclipe)               |         |  |

| Faixas bônus da Edição Deluxe |                                     |         |  |
| N.º                           | Título                              | Duração |  |
| 1.                            | "Masquerade" (Versão Kamijo)        |         |  |
| 2.                            | "Masquerade" (Versão Hizaki)        |         |  |
| 3.                            | "Masquerade" (Versão Teru)          |         |  |
| 4.                            | "Masquerade" (Versão Masashi)       |         |  |
| 5.                            | "Masquerade" (Versão Yuki)          |         |  |
| 6.                            | "KAMIJO Interview & Special Making" |         |  |

## Créditos
- Kamijo – vocal principal
- Hizaki – guitarra
- Teru – guitarra
- Masashi – baixo
- Yuki – bateria